# Gabon na Mistrzostwach Świata w Lekkoatletyce 2009
Gabon na Mistrzostwach Świata w Lekkoatletyce 2009 reprezentowany był przez 2 zawodników - 1 kobietę i 1 mężczyznę. Żaden z tych sportowców nie zdobył medalu na tych MŚ.

## Lekkoatleci

### Bieg na 100 m kobiet
- Paulette Zang-Milama - 34. miejsce w kwalifikacjach - 11.74 sek.

### Bieg na 100 m mężczyzn
- Wilfried Bingangoye - 60. miejsce w kwalifikacjach - 10.62 sek.